# Progetto stradale
La progettazione stradale comprende tutte quelle attività finalizzate alla realizzazione di un'infrastruttura di comunicazione in relazione alle tendenze demografiche, sociali ed economiche di un territorio o dei territori da collegare, tenuto conto delle loro caratteristiche orografiche, geologiche, idrogeologiche, ambientali e paesaggistiche.
Il progetto stradale è invece quella parte dei dati metrici che, rilevati direttamente dal terreno, vengono elaborati al fine di esaminare e prevedere le caratteristiche planimetriche, altimetriche e trasversali dell'infrastruttura, mediante criteri di minimizzazione e ottimizzazione della spesa relativa ai movimenti di terra.
Si può esemplificare che la minimizzazione della spesa viene effettuata nello studio e nella scelta del Profilo longitudinale, che dev'essere peraltro tale al fine di non modificare sostanzialmente l'orografia preesistente, al netto di determinazioni necessarie e di pubblica utilità, mentre l'ottimizzazione viene determinata dall'elaborazione oggettiva del Diagramma di Bruckner.

## Sviluppo del progetto[1]
- Studio del tracciato e planimetria
- Profilo longitudinale e livellette di compenso

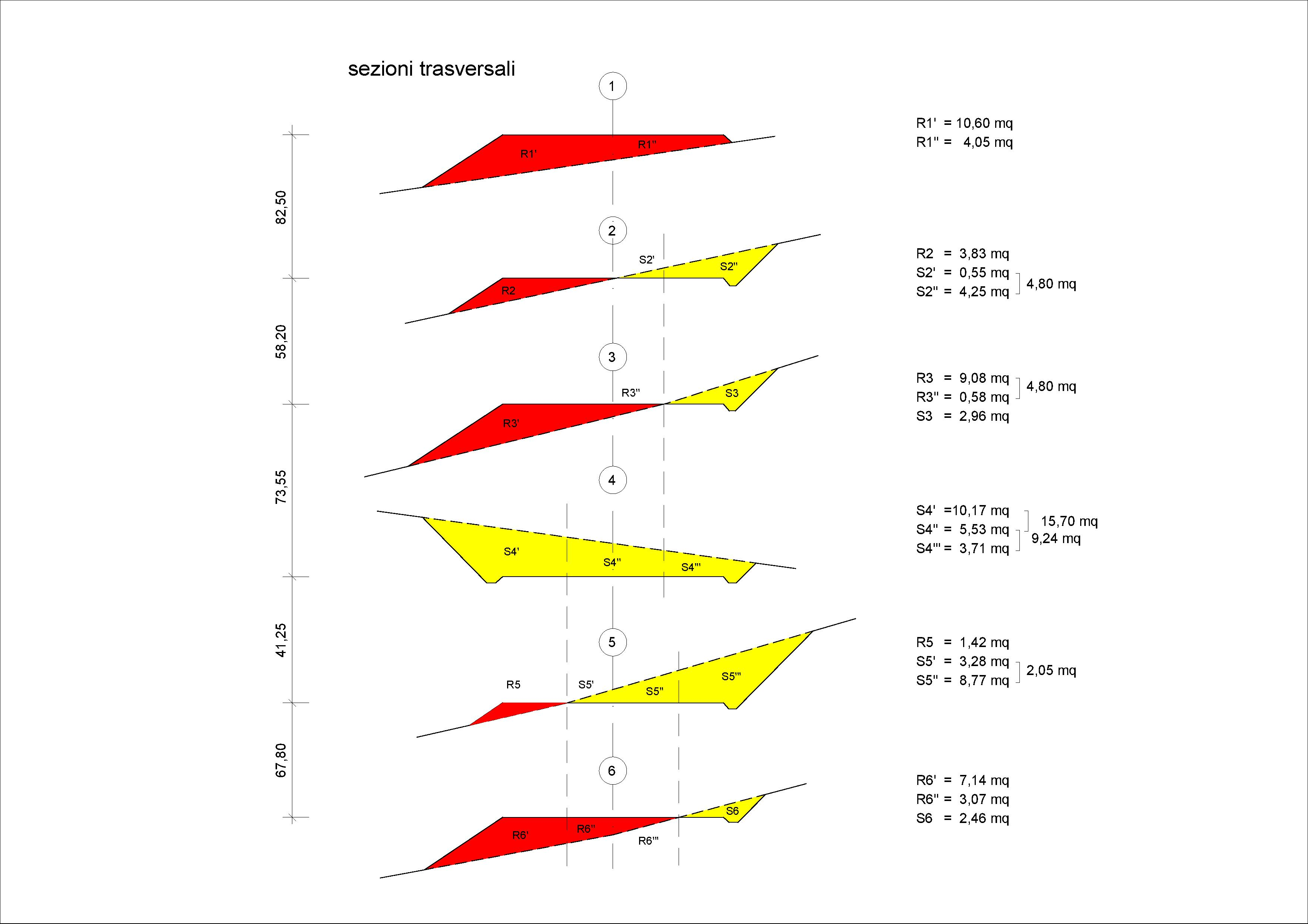
Sezioni trasversali

- Il calcolo delle sezioni stradaliSezioni trasversali

## Intersezioni stradali
Due o più strade attraversandosi determinano un'intersezione. Le intersezioni possono essere libere, in cui il triangolo di visibilità è proporzionato alla distanza di visibilità per l'arresto, o regolate con segnali di precedenza e di arresto. Possono inoltre essere con o senza corsie di accelerazione e decelerazione.
- Intersezioni a raso o a livello, 
  - Intersezione semplice a tre rami
  - Intersezione a tre rami canalizzate
  - Intersezione a tre rami con allargamento di carreggiata
  - Intersezione a quattro rami
  - Intersezione a circolazione rotatoria
- Intersezioni a livelli sfalsati o a svincoli

## Movimenti di terra[1]
Oltre alla formula delle sezioni ragguagliate, per i tratti in curva, il solido stradale viene calcolato dal 2° Teorema di Guldino, con la formula che segue:    {\displaystyle V=A\cdot d\cdot {\Biggl (}1\pm {\frac {a}{r}}{\Biggr )}} dove A è l'area della sezione, d lo sviluppo dell'arco descritto dal baricentro della sezione, a la distanza del baricentro all'asse della sezione, R il raggio della curva.

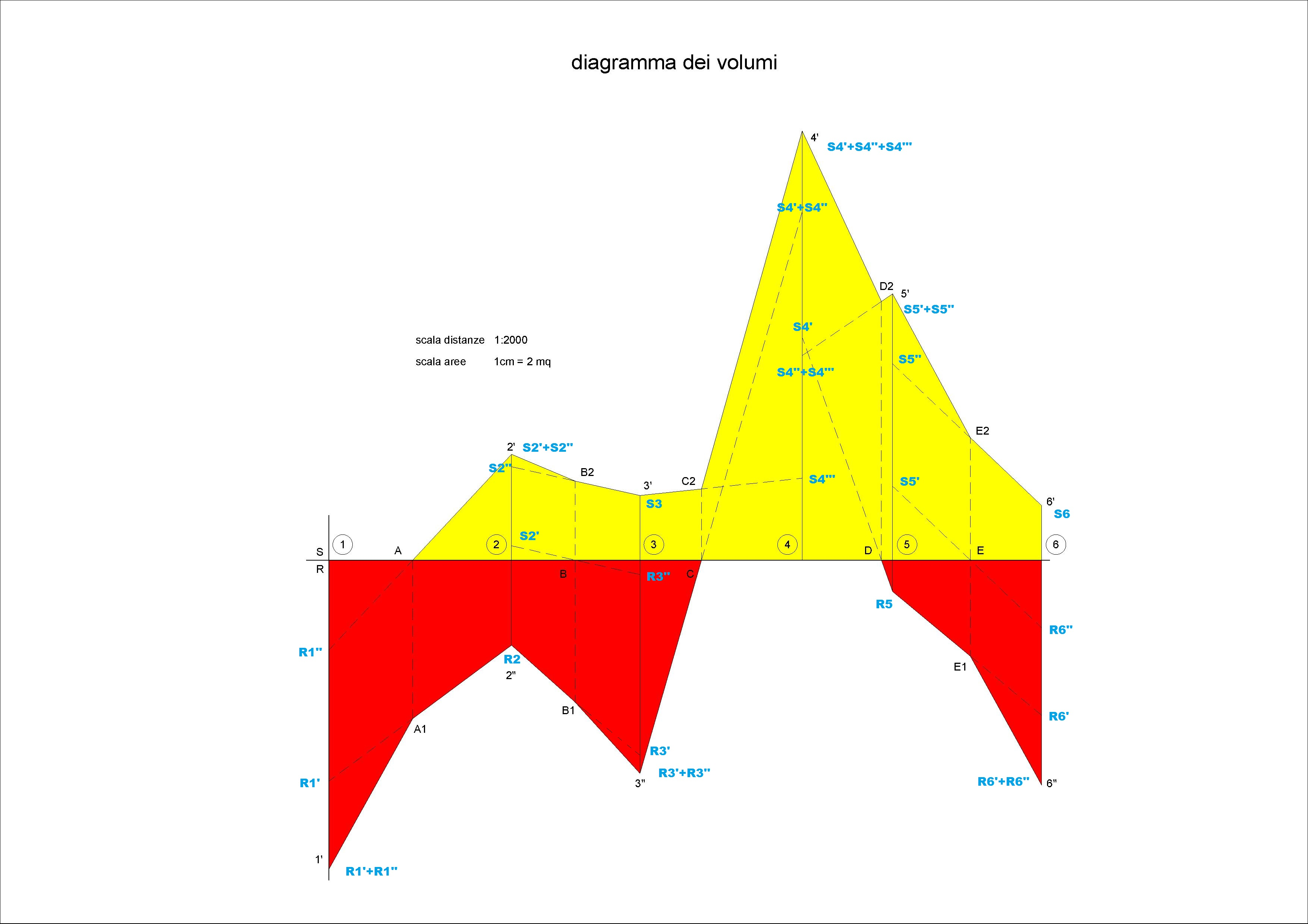
Diagramma dei volumi

- Diagramma dei volumi o profilo delle aree - Dalle sezioni trasversali relative a un determinato tronco si ottiene, calcolando il volume tra due sezioni successive con la formula delle sezioni ragguagliate, o per i tratti in curva la formula dal 2° Teorema di Guldino, il diagramma dei volumi, in quanto l'area compresa fra la spezzata e la fondamentale esprime il volume di scavo. Sull'orizzontale vanno riportate le distanze fra le sezioni e sulle ordinate le aree delle sezioni trasversali, collegando le ordinate rappresentanti le sezioni di una stessa parzializzazione. Tale grafico viene detto anche profilo delle aree poiché la spezzata si ottiene unendo le estremità delle ordinate che rappresentano le aree delle sezioni. L'andamento lineare del grafico è dovuto all'uso della formula delle sezioni ragguagliate. Le aree di scavo vanno moltiplicate per una percentuale di rigonfiamento prima di essere considerate nell'eseguire il diagramma.

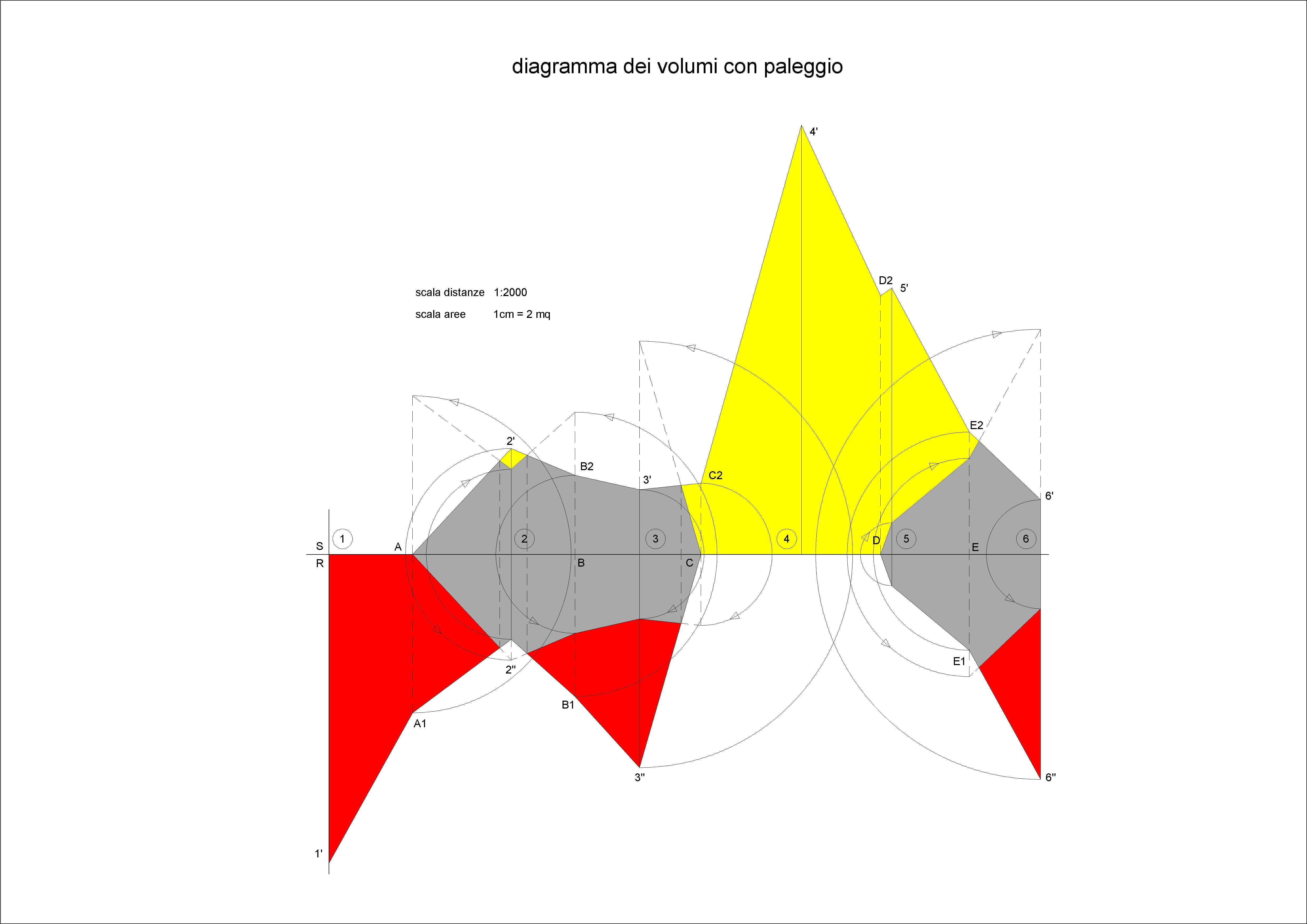
Diagramma dei volumi con paleggio

- Diagramma dei volumi depurato dei compensi trasversali - Poiché il costo dei movimenti di terra dipende essenzialmente dagli spostamenti effettuati nel senso longitudinale, dal diagramma dei volumi vengono eliminati quei volumi che verranno spostati nel senso trasversale, mediante compenso trasversale delle aree. Questa operazione è denominata paleggio.

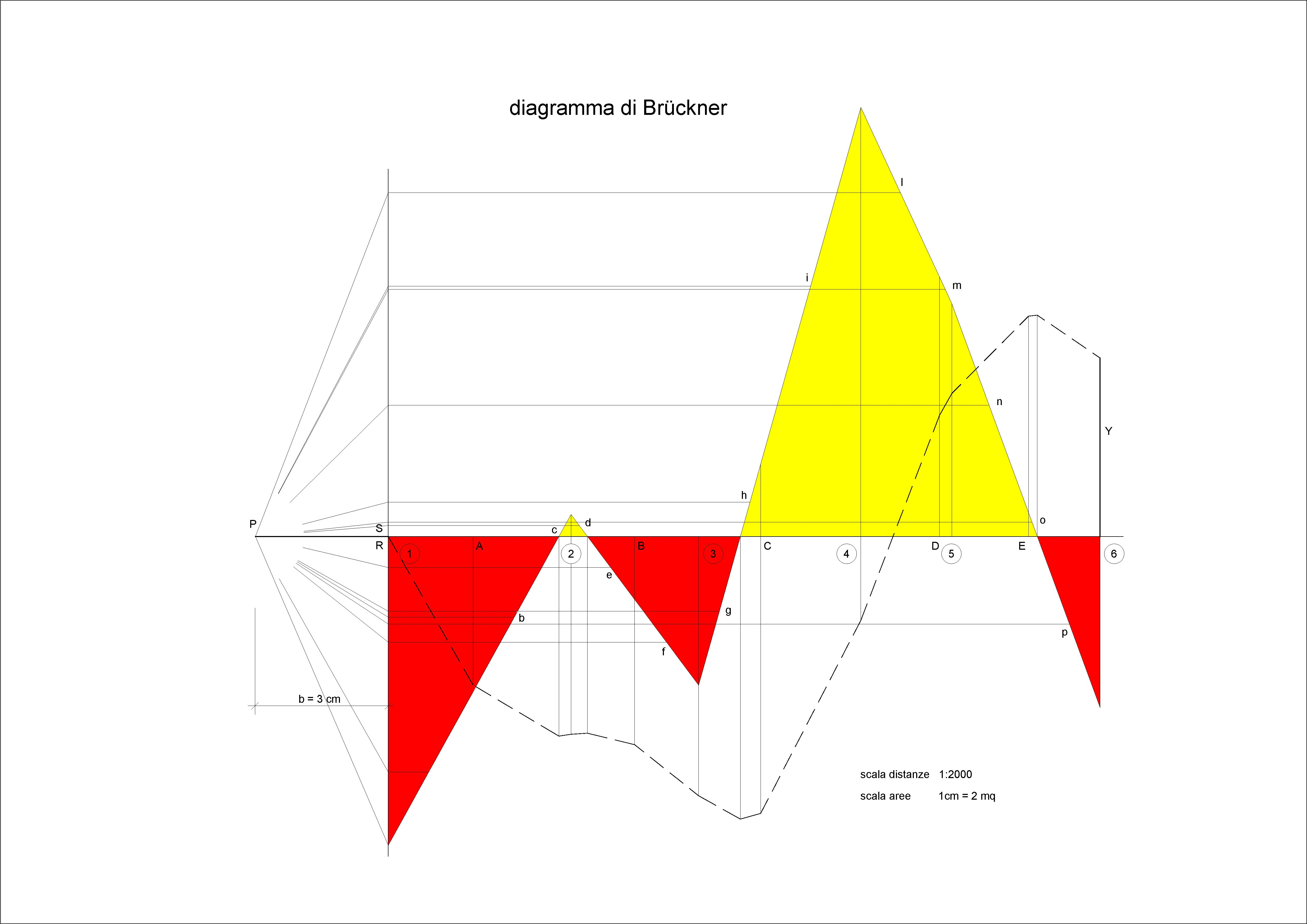
Diagramma dei volumi depurati con Diagramma di Bruckner

- Diagramma dei volumi eccedenti o di Brückner
- Distanza media di trasporto e momento di trasporto  Dal Diagramma di Brückner si ricava l'ordinata finale della spezzata integrale che, letta nella scala delle distanze, fornisce la distanza media di trasporto in orizzontale Dm. Nel caso di percorso in salita Dm si moltiplica per (1+n*p), in cui n va da 10 a 20 per trasporto con ruspa, e da 25 a 40 per trasporto con autocarro e p è la pendenza del percorso. Sempre dal Diagramma di Brückner si ricava l'ordinata massima del cantiere Ymax = V, ossia il volume che, moltiplicato per la distanza media Dm fornisce il momento di trasporto {\displaystyle M=D_{m}\cdot V}, uguale all'area compresa fra la curva e la fondamentale, e sommatoria dei volumi elementari per le distanze alle quali devono essere trasportati.
- Costo dei trasporti {\displaystyle C=k\cdot \gamma \cdot M}      in cui k = costo unitario;  {\displaystyle \gamma } = peso volumico terra
- Fondamentale di minima spesa
- Zona di occupazione - Espropriazioni